# Oh! Darling
"Oh! Darling" là ca khúc của The Beatles được sáng tác bởi Paul McCartney (được ghi cho Lennon-McCartney) và nằm trong album Abbey Road, phát hành năm 1969. Ban đầu ca khúc được đặt tên "Oh! Darling (I'll Never Do You No Harm)". Cho dù không được phát hành dưới dạng đĩa đơn tại Anh và Mỹ, một chi nhánh của hãng Capitol Records ở Trung Mỹ vẫn bày bán đĩa đơn này cùng ca khúc "Maxwell's Silver Hammer" ở mặt B. Đĩa đơn trên cũng xuất hiện tại Bồ Đào Nha. Tháng 6 năm 1970, Apple Records cho phát hành ca khúc này cùng "Here Comes the Sun" dưới dạng đĩa đơn ở Nhật Bản.

## Thành phần tham gia sản xuất
- Paul McCartney – hát chính, hát nền, bass.
- John Lennon – hát nền, piano.
- George Harrison – hát nền, guitar.
- Ringo Starr – trống.
- Billy Preston – keyboard (trong ấn bản Anthology 3).

Theo Ian MacDonald